# Фер-де-Ланс
«Фер-де-Ланс» (англ. Fer-de-Lance, на русском языке также известен под названиями «Остриё копья» и «Познакомьтесь с Ниро Вульфом») — первый роман Рекса Стаута из цикла произведений о Ниро Вульфе. Опубликован в 1934 году издательством Farrar & Rinehart; до этого в сокращенном виде публиковался частями в The American Magazine (ноябрь 1934-го) под названием «Point of Death». Говард Хайкрафт (англ. Howard Haycraft) в своей знаменитой исследовательской работе «Murder for Pleasure: The Life and Times of the Detective Story» (1941) поставил роман в список самых влиятельных детективных произведений. Входит в «100 лучших романов детективного жанра».

## Сюжет

### Завязка
В первой главе Арчи Гудвин, рассказчик, упоминает дату начала событий: 7 апреля, среда; это указывает на 1933 год.
К частному детективу Ниро Вульфу приходит Фред Даркин (один из периодически появляющихся персонажей серии, детектив, которого Вульф нанимает для выполнения такой грязной работы, как, к примеру, слежка за кем-либо) и просит Вульфа принять Марию Маффеи, итальянскую эмигрантку, «лучшую подругу» жены Даркина Фанни (та тоже итальянка). Вульф соглашается, и приглашенная Маффеи рассказывает детективу о своем пропавшем брате Карло. Вульф устанавливает, что исчезновение (в ранних главах дети найдут в кустах труп Карло) Маффеи связано со странной смертью университетского ректора Питера Оливера Барстоу во время игры в гольф. Вульф добивается эксгумации и вскрытия Барстоу, по результатам которых становится известно об убийстве ректора.

### Разгадка

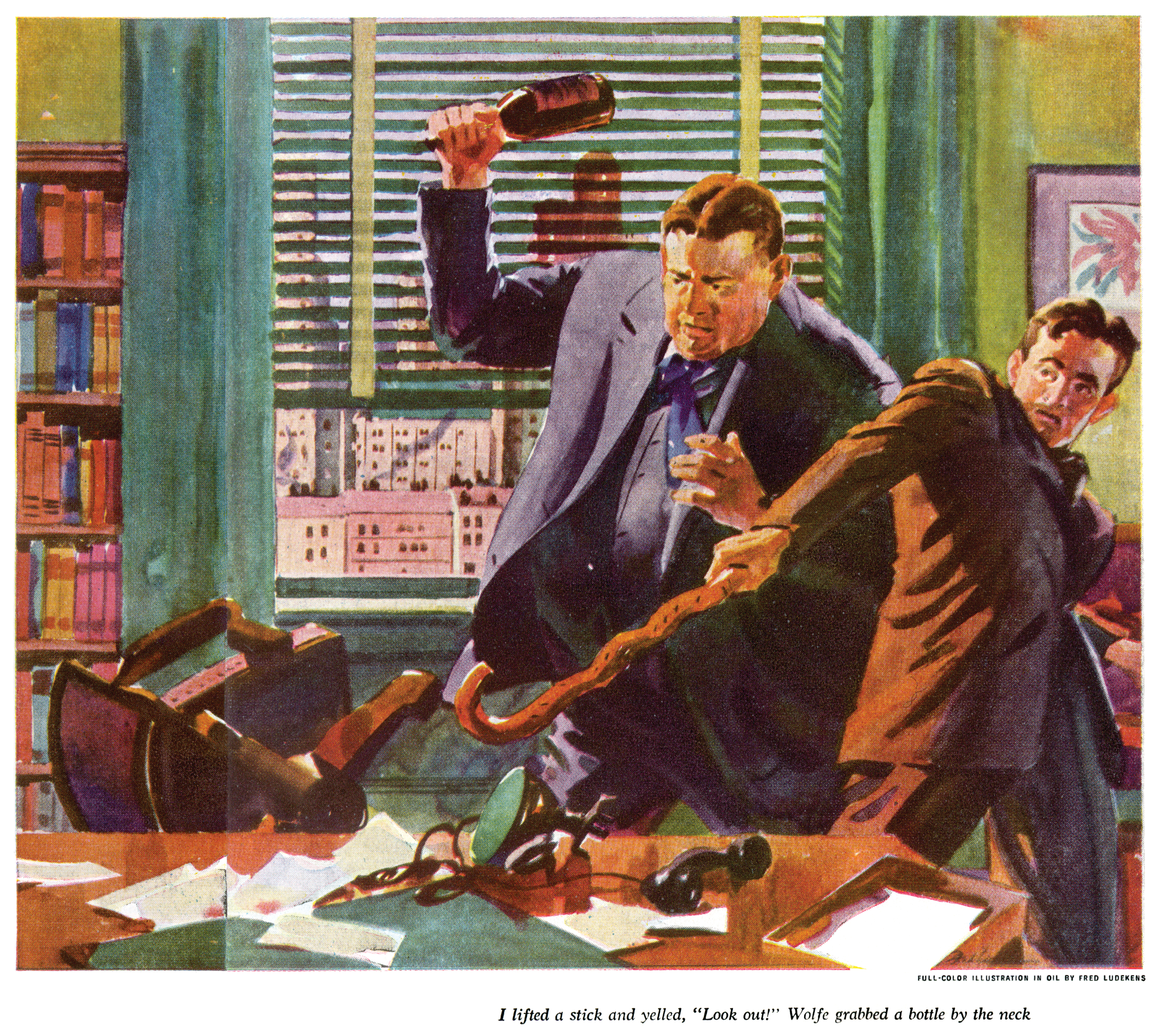
Иллюстрация Фрэда Ладекенса для сокращенной версии романа, вышедшей в США под названием Point of Death в журнале The American Magazine (ноября 1934)

Первоначальной жертвой убийцы был Э. Д. Кимболл, друг Питера Барстоу, а убийцей был Мануэль Кимболл, его сын. Мануэлем двигало острое желание мести из-за смерти матери, и он решился на убийство отца. У Карло Маффеи он заказ клюшку для гольфа, которая выпускала бы в играющего ею небольшой дротик с ядом. После завершения работы над клюшкой, Маффеи был опасным свидетелем, и Мануэлю пришлось его убить.
Его отец и питер Барстоу были старинными знакомыми, и часто играли в гольф. Во время неудачного удара по мячу у Барстоу сломалась клюшка, и Кимболл-старший отдал другу свою — по стечению обстоятельств, это оказалась та самая клюшка, из-за которой умер Маффеи. Дротик попал ректору в область желудка, подействовал яд, и Барстоу скончался.
В предпоследней главе романа Мануэль и его отец летят на самолете. Вульф предупредил Мануэля о том, что все знает (Мануэль пытался убить Вульфа подсунув в ящик стола детектива смертельно опасную змею кайсаку, известную так же как Фер-де-Ланс, что и дало название роману), и Кимболл-младший намеренно разбивается на самолете, убивая отца и умирая сам, избежав судебного процесса.

#### Способ убийства
В Фер-де-Лансе Стаут повторно использовал ключевой сюжет, связанный с орудием убийства, который он использовал в своем раннем произведении «The Last Drive», который был сериализован в Golfers Magazin в 1916 год. Эта история была забыта в течение многих лет — она не упоминается в ни биографии Стаута, ни в библиографиях его работ. Ее «второе рождение» было в 2011 году, когда она была обнаружена.

## Значимость в серии
«Фер-де-Ланс» — первый роман серии Рекса Стаута о Ниро Вульфе и Арчи Гудвине. Именно в этом романе впервые появляются множество других второстепенных персонажей, которые часто мелькали в последующих произведениях серии: Фриц Бреннер, Фред Даркин, Сол Пензер, Орри Кэтер и другие. Хотя персонажи и не так сильно развиты, как в поздних произведениях, но основы их характеристик уже присутствуют. В частности, описание жилища Ниро Вульфа и его привычки и пристрастия, и шутливая манера Гудвина. Однако есть и некоторые черты, которые позднее исчезнут — к примеру, в этом романе Орри Кэтер выведен как ветеран войны, любящий курить сигары. Стаут позже описывает его как более молодого персонажа, который не курит.

## Персонажи
- Ниро Вульф — частный детектив
- Арчи Гудвин — помощник Вульфа и рассказчик
- Карло Маффеи — итальянский эмигрант, исчез (убит)
- Мария Маффеи — сестра Карло Маффеи и лучшая подруга Фанни, жены Фреда Даркина
- Питер Оливер Барстоу — университетский ректор, скончавшийся при таинственных обстоятельствах на поле для гольфа (убит)
- Лоуренс Барстоу — сын Питера Барстоу, который был с ним, когда тот умер
- Эллен Барстоу — вдова Питера Барстоу
- Сара Барстоу — дочь Питера Барстоу
- Э. Д. Кимболл — брокер, который был одним из четверых, присутствующих на поле для гольфа с Барстоу в день смерти последнего (убит)
- Мануэль Кимбалл — сын Э. Д. Кимболла, который также был одним из четверки, а также летчик (убийца)
- Доктор Натаниэль Брэдфорд — семейный врач и друг детства Питера Барстоу
- Анна Фиоре — уборщица в пансионате, где жил Карло Маффеи
- Сол Пензер, Фред Даркин, Орри Кэтер — внештатные наемные детективы с почасовой оплатой

## Экранизации

### «Познакомьтесь с Ниро Вульфом», 1936
Первая из двух (вторая — по роману «Лига перепуганных мужчин») прижизненных американских экранизаций романов Рекса Стаута, снятая Columbia Pictures. Оригинальное название — «Meet Nero Wolfe». Кинокомпания купила права на экранизацию романа у Стаута за 7 500 $. Роли главных героев исполнили Эдвард Арнольд как Ниро Вульф, Лайонел Стэндер как Арчи Гудвин и Рита Хейворт как Мария Маффеи. Несмотря на то, что фильм был принят тепло, и окупил свой бюджет, самому писателю он не понравился. После фильма «Лига перепуганных мужчин» (1937), Стаут отказался продавать права на экранизации своих работ как Columbia Pictures, так и любым другим американским кинокомпаниям до самой своей смерти.

### «Ниро Вульф», 2012
5 апреля 2012 года в Италии началась трансляция телевизионного сериала «Nero Wolfe», с участием Франческо Паннофино (родился в 1958) в роли Ниро Вольфа и Пьетро Сермонти (родился в 1971) в роли Арчи Гудвина. Продюсированный Casanova Multimedia и Rai Fiction, 8-серийный первый сезон открылся с «La traccia del serpente», адаптацией романа «Фер-де-Ланс»; действия серии происходят в 1959 году в Риме, где живут Вульф и Арчи после отъезда из Соединенных Штатов.

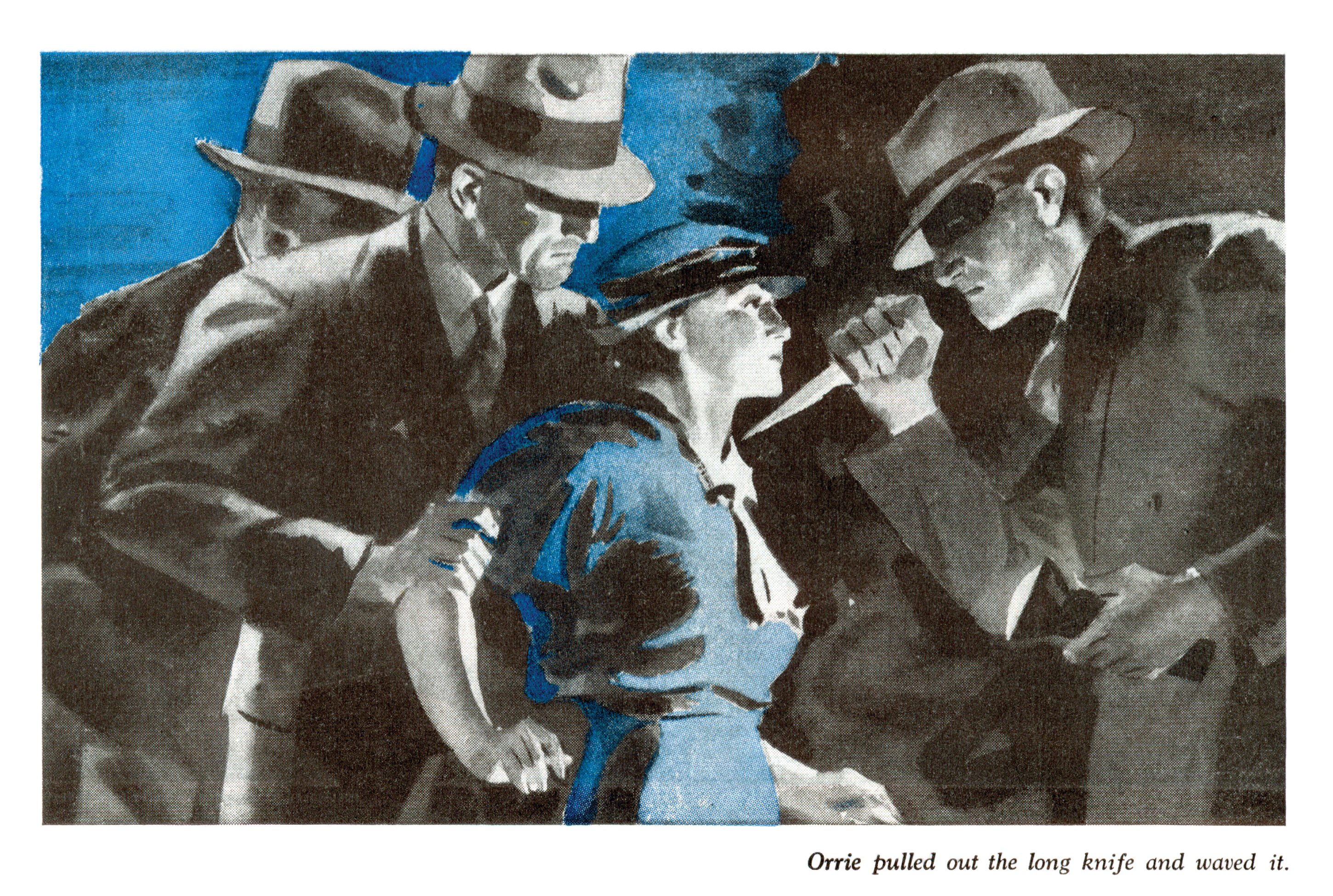
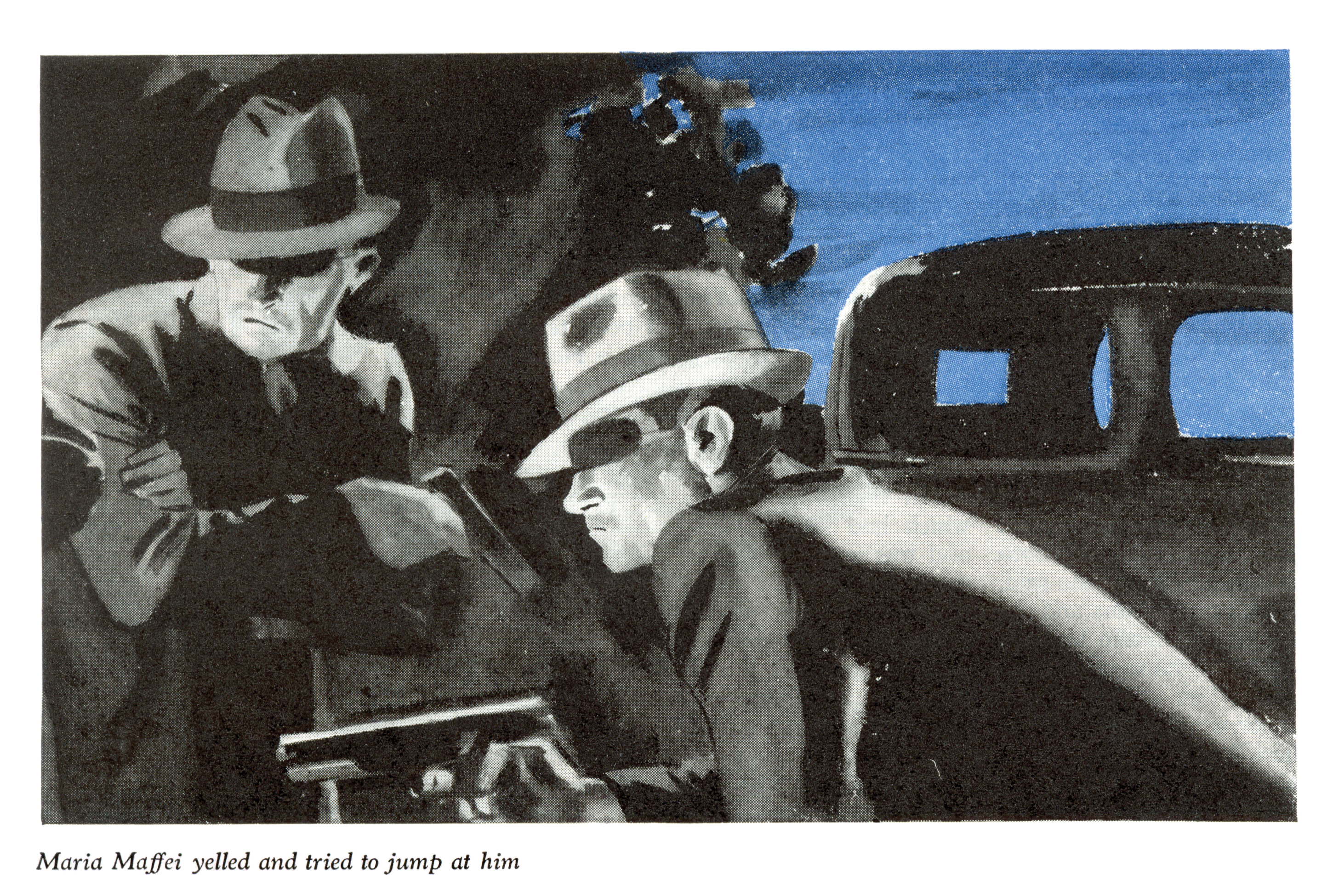